# Paralimnophila (Paralimnophila) macquarie
Paralimnophila (Paralimnophila) macquarie is een tweevleugelige uit de familie steltmuggen (Limoniidae). De soort komt voor in het Australaziatisch gebied.